# Robledo de la Guzpeña
Robledo de la Guzpeña es una localidad del municipio leonés de Prado de la Guzpeña, en la Comunidad Autónoma de Castilla y León. 
La iglesia está dedicada a san Pelayo.

## Localidades limítrofes
Confina con las siguientes localidades:
- Al norte con El Otero de Valdetuéjar.
- Al noreste con San Martín de Valdetuéjar y Renedo de Valdetuéjar.
- Al este con Taranilla.
- Al sureste con Cerezal de la Guzpeña.
- Al sur con Prado de la Guzpeña.
- Al oeste con Quintana de la Peña y Valmartino.

## Demografía
Evolución de la población
| Gráfica de evolución demográfica de Robledo de la Guzpeña entre 2000 y 2017 |
|                                                                             |
| Población de derecho (2000-2017) según el padrón municipal del INE          |

## Historia
Así se describe a Robledo de la Guzpeña en el tomo XIII del Diccionario geográfico-estadístico-histórico de España y sus posesiones de Ultramar, obra impulsada por Pascual Madoz a mediados del siglo XIX:

Lugar en la provincia y diócesis de León, partido judicial de Riaño, audiencia territorial y capitanía general de Valladolid, ayuntamiento de Prado. Situado en terreno montuoso entre los ríos Cea y Esla; su clima es bastante sano. Tiene 18 casas; iglesia parroquial (San Pelayo) servida por un cura de ingreso y libre colación; y buenas aguas potables. Confina con Prado, Santa Olaja y Taranilla. El terreno es montuoso, y le fertilizan algún tanto las aguas de los mencionados ríos. Los caminos son locales y malos. Producciones: granos, legumbres, patatas y pastos; cría ganados, caza mayor y menor, y pesca de truchas, anguilas y otros peces. Población: 18 vecinos, 73 almas. Contribución: con el ayuntamiento.
Diccionario geográfico-estadístico-histórico de España y sus posesiones de Ultramar